# باشگاه فوتبال دانوبیو
باشگاه فوتبال دانوبیو (اسپانیایی: Danubio Fútbol Club‎) یک باشگاه فوتبال است که در شهر مونته‌ویدئو کشور اروگوئه پایه‌گذاری شده‌است.